# 血液動力學
血液動力學（hemodynamics）又稱血流动力学，是应用流体力学的理论研究血液在心血管系统中流动的力学参数，如血流量、血流阻力、血压及其相互关系的学科，属于流體動力學的一個分支。
這門學科主要研究血液在血管系统中流动時涉及到的力学原理。心脑血管系统中的血流动力学研究是較為熱門的領域。